# Orang Kaya Baru
Orang Kaya Baru (dt. Die Neureichen) ist eine indonesische Filmkomödie des Regisseurs Ody C. Harahap und des Drehbuchautors Joko Anwar. Der Film wurde am 24. Januar 2019 in Indonesien veröffentlicht und handelt von einer Familie, die plötzlich reich wird. Der Film ist auf verschiedenen Online-Streaming-Diensten, wie z. B. Netflix, verfügbar.

## Handlung
Eine Familie hat drei Kinder: Der älteste Sohn heißt Duta, gefolgt von der Tochter Tika und dem jüngsten Sohn Dodi. Der Vater und die Mutter sind nicht reich, aber sie sind glücklich. Sie haben nur wenig Geld zur Verfügung, was aber ausreichend ist.
Duta und Tika studieren an einer Universität und Dodi besucht noch die Schule. Duta hat ein Problem mit einem Theaterprojekt, weil er dafür viel Geld braucht. Tika und Dodi werden oft ausgelacht, weil sie nur abgenutzte Kleidung tragen und alte Geräte benutzen. Jeden Tag nimmt die Familie gemeinsam das Abendessen ein. Das Essen der Familie ist nicht teuer, aber es schmeckt gut, weil alle dabei zusammen sind.
Eines Tages verstirbt der Vater plötzlich, deswegen ist die Familie sehr traurig. Die Traurigkeit verfliegt schnell, als zwei Bekannte des Vaters vorbeikommen und den letzten Willen des Verstorbenen bekannt geben. Die Familie denkt, dass die beiden Männer ihnen einen Kredit verkaufen möchten. Es stellt sich heraus, dass die Familie das Geld des verstorbenen Vaters erbt. Sie freuen sich über das Geld, aber sie fragen sich zugleich, warum der Vater niemals davon erzählt hat.
Die Familie hat daraufhin einen vollkommen neuen Lebensstil entwickelt. Sie können nun in teuren Restaurants essen, neue Kleidung und Autos sowie ein Haus kaufen. Dennoch gibt es ein neues Problem: Alle sind so sehr beschäftigt, dass niemand noch Zeit füreinander hat, denn Tika verbringt viel Zeit mit neuen Freunden, Duta ist oft im Theater und die Mutter geht oft einkaufen. Dodi isst oft allein und fühlt sich einsam.
Noch weitere Probleme tauchen auf: Tikas neue Freunde sind kein guter Umgang und es gibt Probleme mit der Polizei. Dutas Theater läuft schlecht und das Geld wird knapp. Die Familie muss alles verkaufen und zieht zurück in das alte Haus. Sie lernen, dass mehr Geld oft auch mehr Probleme mit sich bringt. Nach dieser Lektion tauchen die beiden Bekannten des Vaters noch einmal auf und geben bekannt, dass der Vater ihnen noch mehr Geld vererbt. Die Familie ist daraufhin wieder glücklich.

## Erfolge
Am 19. Tag nach der Veröffentlichung erreichte der Film eine Zuschauerzahl von einer Million.